# Höhle der Bestien

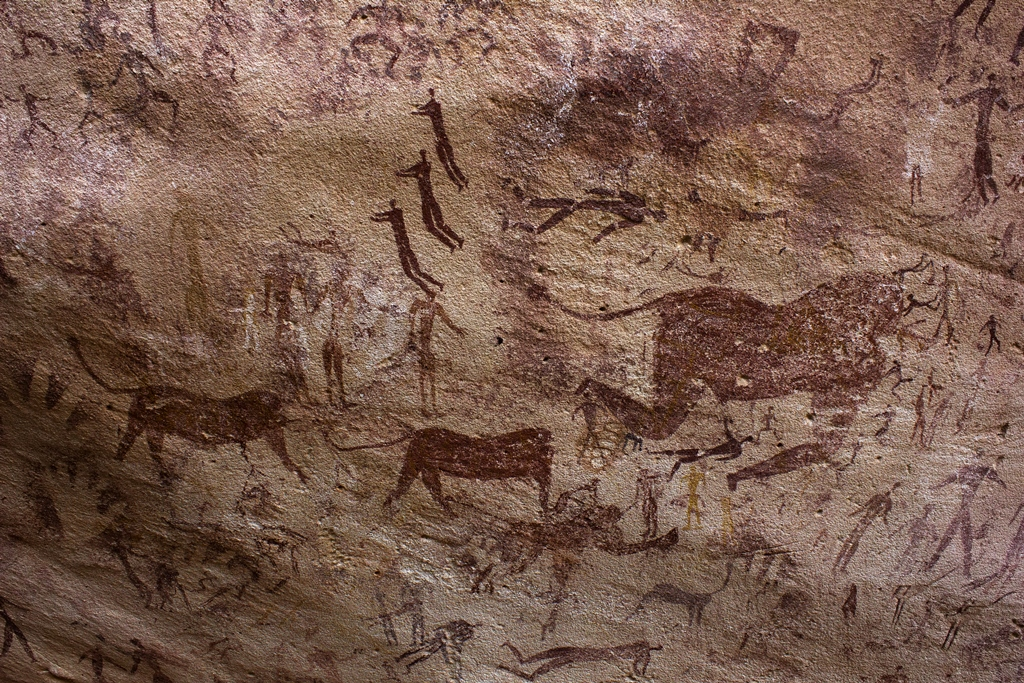
Höhle der Bestien: Ausschnitt

Die Höhle der Bestien (auch Mestikawi-Foggini-Höhle oder Foggini-Höhle, bzw. Höhle Wadi Sura II) am Fuß des Gebirges Gilf el-Kebir in der Sahara (zu Ägypten) enthält mehr als 7000 Jahre alte Felsbilder (über 5000 einzelne Figuren). Die Höhle erlangte Bekanntheit durch – als Bestien bezeichnete – kopflose Figuren mit langen Schwänzen, häufig nur drei Füßen und Körpern, die einem Stier ähneln. Sie scheinen die daneben dargestellten Menschen entweder auszuspucken oder zu verschlingen.

## Geographische Lage
Koordinaten: 23° 39′ N, 25° 10′ O
Die Höhle befindet sich im Wadi Sura am südwestlichen Fuß des Gilf-el-Kebir-Gebirges im Südwesten Ägyptens nahe der Grenze zu Libyen. Das Gebiet – heute unbewohnt – gehört zum trockensten Teil der Sahara.

## Forschungsgeschichte
Die Höhle wurde im Jahr 2002 von den Archäologen Massimo und Jacopo Foggini und Ahmed Mestikawi entdeckt, weshalb sie auch Mestikawi-Foggini-Höhle oder Foggini-Höhle genannt wird. 2010 führten Wissenschaftler der Universität Köln eine detaillierte Untersuchung der Höhle durch und nannten sie Höhle Wadi Sura II, um sie so von der 10 km östlich liegenden Höhle der Schwimmer Wadi Sura I zu unterscheiden.

## Alter und Paläoklima
Die Malereien entstanden vor mehr als 7000 Jahren zu Beginn des Neolithikums. Zu jener Zeit war die Sahara noch feucht. Am Fuß der Höhle lag ein heute verschwundener holozäner See. Am Ende des holozänischen Klimaoptimums vor 6000 Jahren hörten die Niederschläge auf und die Menschen verließen die Gegend.

## Beschreibung
Die Höhlung ist 17 m breit und knapp 7 m hoch und enthält mehr als 5000 Figuren, vornehmlich in roter Farbe gemalt, aber auch in gelb, weiß und schwarz. Hunderte von Hand- und Fußnegativen sind übermalt mit Gruppen von Menschen und therianthropen und akephalen mythologischen Bestien, nach denen die Höhle benannt ist. Während die Symbolik der Handnegative in vielen Höhlen des Globus zu finden ist, sind die Bestien weltweit einzigartig. Die sich teilweise überlappenden Malereien befinden sich in sehr gutem Zustand und stellen verschiedene Themen dar. Felsgravierungen in Basrelief schließen die Höhlung nach oben ab. Während die Handnegative die älteste Schicht darstellen, sind die kleinen weißen Figuren und die relativ großen Figuren in gelb jüngeren Datums.
Die Höhle wurde bekannt durch die Bestien, von denen viele schon in prähistorischer Zeit beschädigt wurden. Immer umgeben von Menschenfiguren, zeichnen sie sich durch ihre Körperform und Größe aus: Langer Schwanz, Körper, der dem eines Stieres ähnelt und Füße (häufig nur 3), die manchmal menschliche Formen aufweisen. Obwohl kopflos, scheinen die Bestien Menschen entweder auszuspucken oder zu verschlingen. Einige Bestien tragen eine Art goldenes Netz.

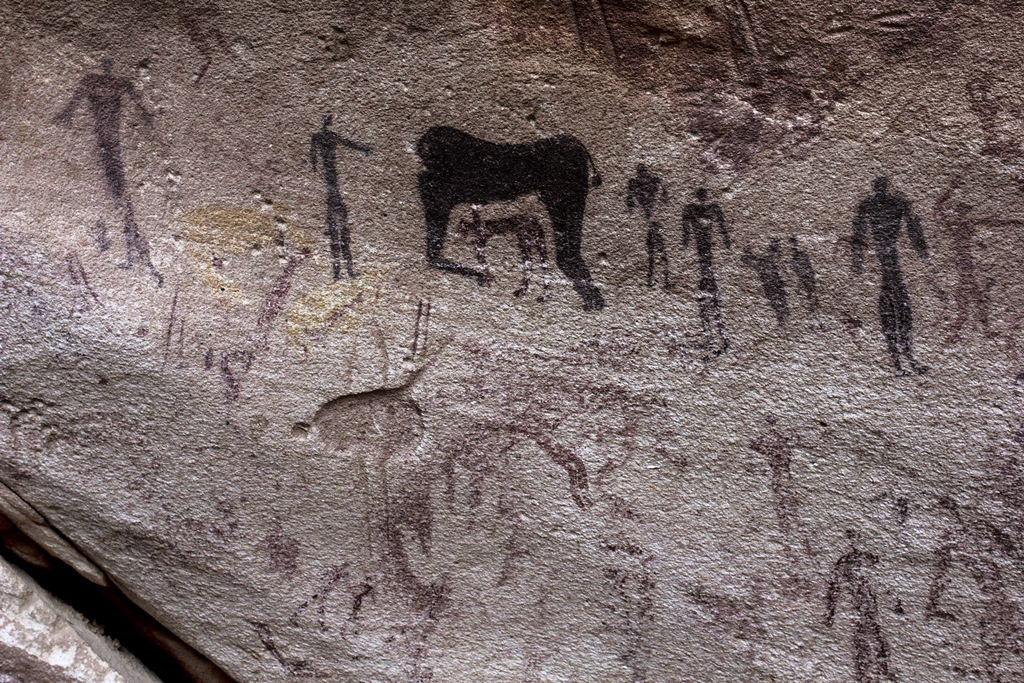
Detailansicht einer Bestie
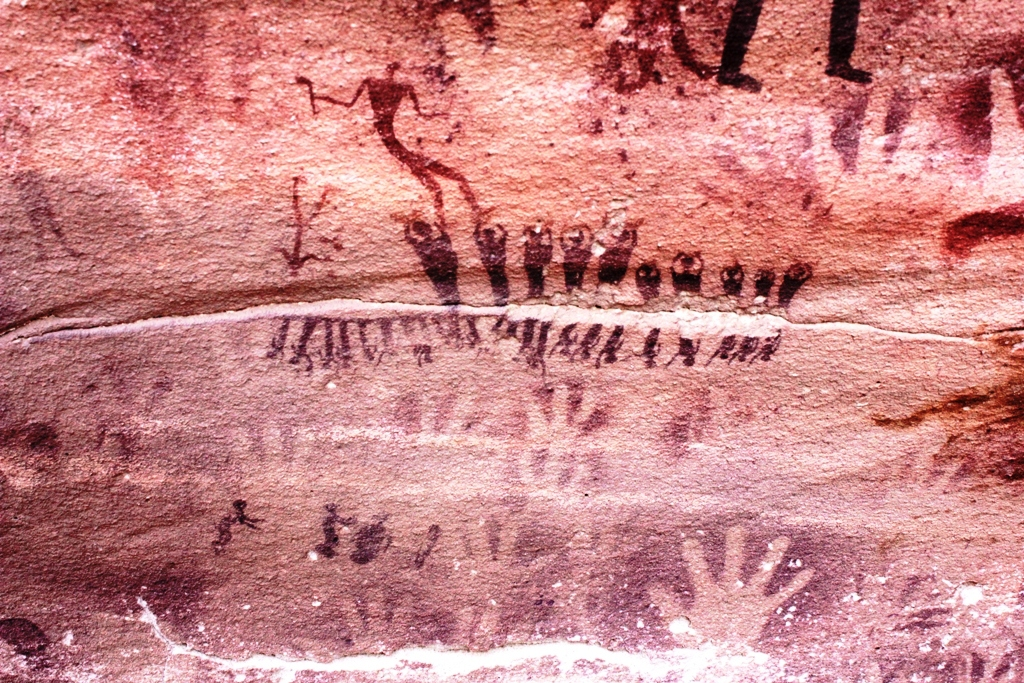
Menschengruppen auf Handnegativen
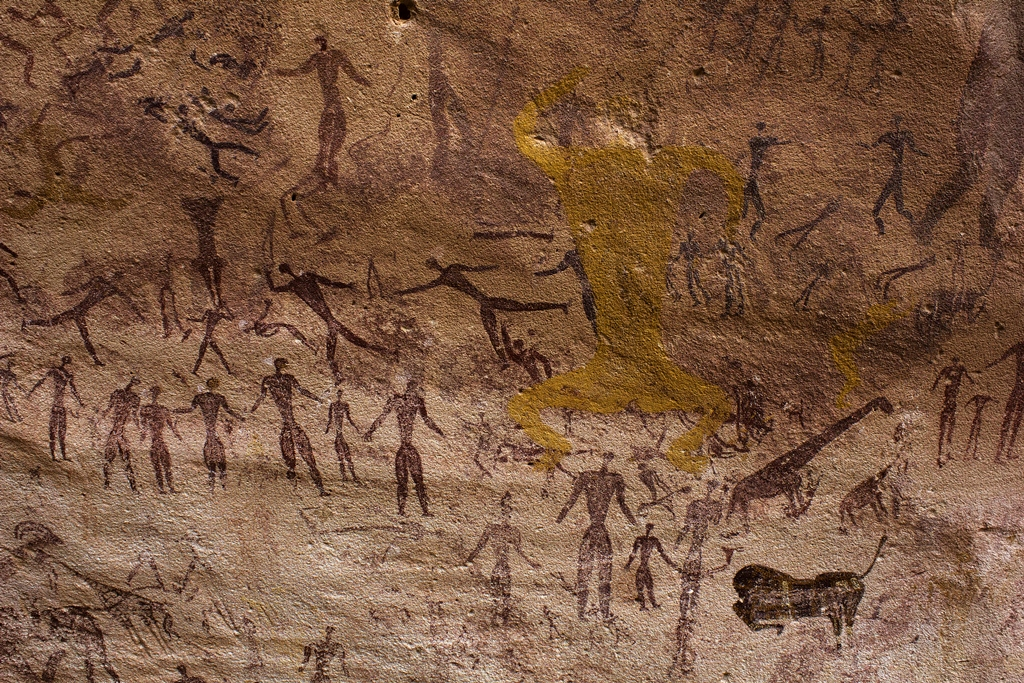
Tanzende Menschen übermalt mit gelben Figuren
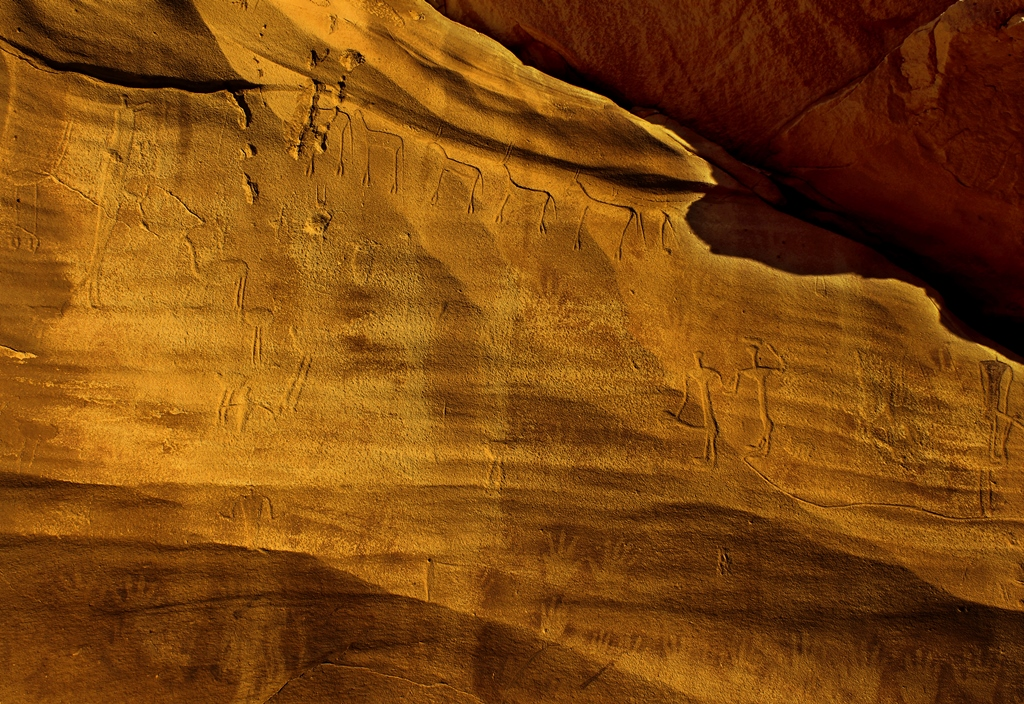
Gravierte Gazellen im oberen Höhlenteil

Des Weiteren ist die Höhle übersät mit Gruppen von Menschen, die zu tanzen, zu schweben oder zu schwimmen scheinen. So erscheinen im linken Teil der Wand, getrennt durch einen Felsriss, zwei Gruppen von Menschen: Die Menschen der Gruppe über dem Riss halten jeder eine Schleuder über dem Kopf, während die Menschen unterhalb des Risses allesamt eine Hand über den Kopf halten und in die gleiche Richtung schauen.
Über die Höhlung verteilt erscheinen wilde Tiere: Ein Elefant, Straußenvögel, Antilopen und Giraffen. Zusammen mit den Bestien stellen die Figuren der Höhle eine mythologische Welt dar, deren Symbolik noch nicht entschlüsselt wurde.